# Пе-2
Пе-2 е съветски двумоторен пикиращ бомбардировач, разработен в началото на 1940-те г. от конструкторска група с ръководител В. М. Петляков. Проектиран отначало като височинен изтребител, този самолет за рекордно кратък срок е преработен в бомбардировач, за да стане най-масовият бомбардировач в цялата история на СССР – произведени са 11 247 машини.

## Създаване
В края на 1937 г. авиоконструкторът Андрей Туполев и почти всички негови сътрудници, сред които е и В. М. Петляков, са арестувани от органите на НКВД с фалшивите обвинения за вредителство и участие в създаването на т. нар. „Руско-фашистка партия“. Авиационните специалисти са въдворени в шарагата, получила името ЦКБ-29 (Централно конструкторско бюро 29), където са разделени на бригади и на всяка от тях е възложена разработката на различен тип боен самолет. Цената е освобождаването от затвора.

### ВИ-100
Бригадата оглавявана от Петляков получава задачата да проектира двумоторен изтребител за действие на големи височини. Работата по проекта започва в средата на 1938 г. под работното название „Самолет 100“, променено малко по-късно на ВИ-100 (ВИ – Височинен Изтребител; на руски: Высотный истребитель). Разработен е целометалически моноплан-нископлощник с двукилево оперение, снабден с два двигателя М-105Р съоръжени с турбокомпресори ТК-2 за полет на големи височини. Екипажът е от двама души и е в херметична кабина. Въоръжението се състои от две 20-мм авиационни оръдия ШВАК, две 7.62-мм картечници ШКАС и една 7.62-мм неподвижна картечница ШКАС за защита на задната полусфера, управлявана с перископичен прицел. В този самолет за първи път в СССР е използвана широка система от електрически дистанционни системи за управление на кормилата, задкрилките, стабилизаторите и др., заменяща стандартната за тогава механична тяга.
Макетната комисия приема новия самолет на 7 май 1939 г., на 20 декември 1939 г. е готов и първият прототип, а на 22 декември същата година изпитателят П. М. Стефановски извършва първия полет с ВИ-100. През 1940 г. излита и втори прототип, в който са коригирани забелязаните недостатъци при първия и са внесени различни доработки, като е предвидено и вместването на бомбови отсек в тялото на самолета. На празничния военен парад по случай Първи май ВИ-100 е демонстриран на широката публика, а малко след това Владимир Петляков и сътрудниците му са освободени от затвора.

### ПБ-100
В същото време предвид настъпилите промени в геополитическата обстановка с подписването на Пакта Рибентроп-Молотов и приемането на въоръжение на височинния изтребител МиГ-3, съветското правителство и висшето военно ръководство решават, че самолетът ВИ-100 е ненужен. За сметка на това, с оглед на изводите от току-що приключила Гражданска война в Испания и от първите сражения на Втората световна война, както и след изпитанията на закупените от Германия в началото на 1940 г. два Ju-87, те разбират, че спешно им е необходим пикиращ бомбардировач. В СССР вече се създава пикиращият бомбардировач Ар-2, но той е модификация на вече остарелия СБ. И тъй като разработваният от Туполев перспективен фронтови бомбардировач АНТ-58 все още е само на хартия, на 25 май 1940 г. Петляков получава задачата да преработи ВИ-100, който е изчислен да издържа 11-кратни претоварвания, в пикиращ бомбардировач. Срокът за изпълнение на заданието е 45 дни.
Преработен е първият прототип на ВИ-100, получил обозначението ПБ-100 (ПБ – Пикиращ Бомбардировач; на руски: Пикирующий бомбардировщик). Премахнати са херметичната кабина за екипажа и турбокомпресорите от двигателите, тъй като вече не са нужни полети на голяма височина. Самата кабина е скъсена и е добавен трети член на екипажа (пилот, щурман и стрелец-радист). Цялата долна част на носа е остъклена, предвиден е автомат за извеждане от пикиране АП-1, а в тялото е направен бомбови отсек с вместимост 600 кг бомби, като във вариант на претоварване самолетът може да вземе на външно окачване още 400 кг. Този вариант е одобрен и от декември 1940 г. самолетът ПБ-100 след малки доработки влиза в серийно производство под обозначението Пе-2.

## Модификации
Самолетът е модифициран многократно, като част от модификациите влизат в серийно производство. След смъртта на главния конструктор Владимир Петляков при авиационна катастрофа през януари 1942 г., неговият пост първоначално е зает от заместника му А. М. Изаксон, сменен през април 1942 г. от А. И. Путилов. От есента на 1943 г. главен конструктор става В. М. Мясишчев.
- Пе-2 – Базовият вариант на бомбардировача.
- Пе-3 – Тежък двумоторен изтребител, оригинално разработен за нощни действия. Първи полет 7 август 1941 г. Произвеждан серийно.
- Пе-2М (първи вариант) – Вариант с двигатели М-105Р с турбокомпресори и бомбова шахта, разчетена за четиби бомби ФАБ-500 (общо тегло 2000 кг.). Модификацията няма развитие, произведени два самолета.
- Пе-2Щ – Вариант от 1941 г. като щурмови самолет. Усилено е оръдейно-картечното въоръжение и са монтирани направляващи за реактивни снаряди РС-82/РС-132. Не е произвеждан серийно.
- Пе-2 М-82 – Модификация на самолета с двигатели с въздушно охлаждане М-82. Разработката започва в края на 1941 г.под ръководството на Л. Селяков, но проявата на дефекти в двигателите задържат държавните изпитания до началото на 1943 г. Недостатъците са отстранени и Пе-2 М-82 (среща се и като Пе-2 АШ-82) влизат в серийно производство. Произведени са само 32 машини (24 приети на въоръжение), тъй като двигателите АШ-82 се оказват нужни за изтребителите Ла-5 и новите бомбардировачи Ту-2.
- Пе-2ФТ – Модификация от 1942 г., разработена под ръководството на Л. Селяков. След постъпили оплаквания от строевите части, че 7.62-мм картечница ШКАС, отбраняваща задната полусфера на бомбардировача е слабоефективна срещу немските изтребители, спешно е разработена нова отбранителна установка с по-мощната 12.7-мм картечница УБТ. Оплакванията от строевите части дават и името на модификацията: ФТ – „Фронт Требует“ („Фронтът изисква“). Картечницата ШКАС остава като преносима – на двата борда на самолета са направени илюминатори с установки за стрелба с нея. Тъй като Пе-2ФТ е само компромисен вариант, тази модификация е доразвита и произвеждана в Пе-2 от 110 производствена серия.
- Пе-2 115 производствена серия – Модификация, при която задната част на фюзелажа е изработена от дърво, поради хроничния недостиг на алуминий, което довежда до снижаване на летателните качества.
- Пе-2Б – Вариант от 1943 г. с двигатели ВК-105ПФ (новото обозначение на двигателя М-105 е ВК-105). Увеличени са скоростта и радиусът на действие.
- УПе-2/Пе-2УТ – Учебно-тренировъчен вариант на бомбардировача с две пилотски кабини и дублирано управление. Произвеждан в масова серия от 1943; произведени 671 машини, на които са обучени над 7000 екипажа.
- Пе-2Р – Вариант като разузнавателен самолет, оборудван с апаратура за аерофотография и осъществен на два етапа. По-ранната модификация е с увеличена далечина на полета до 1700 км, въоръжени са с 3 х 12.7-мм картечници УБ и имат максимална скорост 580 км/ч; модификацията от 1944 г. е с двигатели ВК-107А, въоръжение от 3 х 20-мм оръдия ШВАК, макс. скорост 630 км/ч и далечина на полета до 2000 км.
- Пе-2Л – Експериментален вариант със ски вместо колесно шаси за действия при зимни условия.
- Пе-2 Параван – Вариант с монтирано устройство на носа и крилете за борба с аеростатни заграждения. Тъй като Пе-2 е фронтови бомбардировач, а аеростатните заграждения се правят за защита на целите на стратегическите бомбардировачи (градове, заводи и др.), вариантът не получава развитие.
- Пе-2МВ – Експериментална модификация, при която е изпитван нов вариант на въоръжение – въртяща се картечна кула отгоре и контейнер с картечници УБ или оръдие ШВАК под тялото. Не получава развитие.
- Пе-2И – Вариант за скоростен бомбардировач, повлиян от бойната експлоатация на британския de Havilland Mosquito. Разработката му започва през 1942-1943 г. и е завършена през 1944 г. Сечението на тялото е променено от кръгло в елиптично, премахнати са стоманените надлъжници на центроплана и са заменени с ковани секции, което променя връзката крило-тяло, пилотската кабина е с нова форма. Двигателите са ВК-107А, екипажът е двучленен. Бордовото му въоръжение се състои от една 12.7-мм картечница за стрелба в предната полусфера и една 12,7-мм дистанционно управляема картечница в опашката за защита на задната полусфера. Така модернизиран самолетът може да носи 1000-кг авиационна бомба ФАБ-1000 и да развие скорост от над 650 км/ч, която не позволява на съществуващите тогава изтребители да го прехванат и атакуват успешно. По-късно с монтирането на двигатели ВК-109 скоростта достига и до 720 км/ч. Въпреки това самолетът не е приет на въоръжение, тъй като е преценено, че отбранителното му въоръжение е слабо.

Под това обозначение е разработен и тежък изтребител, въоръжен с 2 х 45-мм оръдия, който също не е произвеждан серийно.
- Пе-2М – Вариант, разработен на базата на Пе-2И. Има мощно отбранително въоръжение, състоящо се от 3 х 20-мм авиационни оръдия УБ-20, но отстъпва на предшественика си по летателни характеристики. Има проблеми и с двигателите ВК-107. Прототипът е готов през 1945 г., което предопределя съдбата му – войната с Германия е към своя край, на въоръжение вече е приет Ту-2, а на военните стратези вече е ясно, че бъдещето принадлежи на реактивните самолети и през юни 1945 г. излиза постановление за прекратяване на производството на всички варианти на Пе-2. Произведени са четири самолета.

## Оперативна история
Първите бомбардировачи Пе-2 постъпват на въоръжение в 95-и БАП (Бомбардировъчен авиополк) през пролетта на 1941 г. Към 22 юни, когато стартира операция Барбароса са произведени 458 машини, но само 42 са на въоръжение в строевите части, като по-голямата част не са реално усвоени от екипажите.
В началния период от войната бомбардировка чрез пикиране почти не се осъществява, а се използва бомбардиране от хоризонтален полет на и то от големи височини – от 3000 до 7000 м. През втория и третия период, когато екипажите вече добре са усвоили новите машини и са придобили реален боен опит, височината на бомбардиране от хоризонтален полет става 2000 – 3000 м и започва да се използва пикирането като способ за по-точно бомбардиране и унищожаване на малоразмерни и точкови цели. Пикира се под ъгли от 50° до (максимум) 70°, като влизането в пикиране се осъществява обикновено на височини от порядъка на 1500 – 3000 м, а излизането – на не по-малко от 500 м.
В началото на войната поради слабата летателна и тактическа подготовка на съветските летци, частите, въоръжени с Пе-2, търпят големи загуби най-вече от немските изтребители. Въпреки това още в първия ден на войната 17 бомбардировача успяват да разрушат мост със стратегическо значение на р. Прут на румънско-молдовската граница. С нарастването на бойния опит на екипажите, успешните действия се увеличават, но това става много бавно и с цената на тежки загуби. Положението се утежнява и след появата на „дървените“ Пе-2 от 115-а производствена серия. В края на 1942 – началото на 1943 г. на няколко пъти дори са забранявани полетите с Пе-2 до изясняване на причините за пораженията. Такава забрана е наложена на 29 януари 1943 г. на Сталинградския фронт, след като немски Fw-190 свалят всичките 14 бомбардировача Пе-2, участващи в един боен полет.
Появата на подобрените варианти на самолета и най-вече натрупания боен опит на съветските летци, превръщат Пе-2 в много добро оръжие. Появяват се и съветските бомбардировъчни асове като два пъти Героите на Съветския съюз И. С. Полбин, В. И. Раков и др. По време на Лвовско-Сандомирската операция Полбин разработва и прилага нов маньовър за бомбардиране, носещ неговото име: „Вертушка Полбина“ (Въртящата се врата/Ветропоказателя на Полбин), при който бомбардировачите описват осморки над целта, нанасяйки всеки удар от различно направление. На 18 юли 1944 г. при използването на новия маньовър 17 Пе-2 унищожават над 20 танка и автомобила, склад с боеприпаси и голямо число жива сила. Пикиращият бомбардировач се използва с успех и на море – на 16 юли 1944 г. група Пе-2, водена от В. Раков, съвместно с бомбардировачи А-20, потопяват финландския крайцер за ПВО „Ниобе“ в пристанището на гр. Котка.
Добрите качества на самолета позволяват понякога да изпълнява и несвойствени на бомбардировач задачи. Така например на 20 октомври 1943 г. група от 17 самолета, водени отново от И. С. Полбин, при завръщането си от бойна задача, близо до немско летище край Березовка се срещат с 18 немски бомбардировача Ju-87. По заповед на Полбин Пе-2 като изтребители атакуват немските бомбардировачи, като бордовите стрелци обстрелват самолетите, излитащи от летището и тези по стоянките. След кратка схватка, при която са свалени три Ju-87, а останалите хвърлят бомбите си край своето летище и прекратяват мисията си, е забелязана втора група от 18-20 Ju-87, прикривани от 14 Ме-109 и Fw-190. Втората група отново е атакувана и е свален още един Ju-87. Немските изтребители са блокирани от съветските прикриващи изтребители и Пе-2 се прибират без загуби. При двете схватки са свалени общо 6 Ju-87 и са провалени и двете немски бойни задачи.
Почти веднага след края на Втората световна война самолетите Пе-2 започват се извеждат от въоръжение, тъй като, от една страна, на въоръжение вече се намират по-добрите фронтови бомбардировачи Ту-2, а от друга вече става ясно, че бъдещето принадлежи на реактивната авиация.

## Оператори
През Втората световна война
- СССР
- Финландия – Финландия купува от Германия шест трофейни самолета Пе-2, които получава на 19 декември 1941 г., а през 1944 г. още един. Самолетите получават бордови номера от РЕ-211 до РЕ-217 и воюват както срещу Съветския съюз, така и срещу Германия (след 1944 г., само един боен полет).

- Чехословакия – Няколко бомбардировача Пе-2ФТ се сражават в състава на 1-ва Чехословашка смесена авиодивизия в СССР (1. československá smíšená letecká divize v SSSR) до 14 април 1945 г.

След Втората световна война
- Народна република България – През април 1945 г. България получава 96 самолета Пе-2, с които са сформирани три авиополка, базирани край Крумово, Горна Оряховица и Добрич. Поради клауза в Парижкия мирен договор от 1947 г., забраняваща на България да притежава бомбардировъчна авиация, авиополковете, въоръжени с Пе-2 са обявени за разузнавателни, въпреки че самолетите са пълноценни бомбардировачи. През 1947 г. 59 машини са предадени на Югославия под формата на репарации.
- Китай – Китай получава през 1949 г. неустановен брой Пе-2, които са на въоръжение до средата на 1950-те г.

- Полша – През 1946 г. Полша получава 113 машини от този тип. Сменени са от Ту-2 – последният Пе-2 е изведен от експлоатация през 1953 г.
- СССР
- Унгария
- Чехословакия – Самолети Пе-2 са получени през 1946 г. и са на въоръжение до 1952 г.
- Югославия – 59 самолета Пе-2 получени като репарации от България през април-октомври 1947 г. Изведени от въоръжение през 1954 г.

## Имената на самолета
Името, с което Пе-2 е известен в съветските строеви части е „Пешка“. Под съветско влияние с това име става известен и в България. Във Финландия носи му е дадено името Pekka-Eemeli, а въпреки че извеждането му от експлоатация започва почти веднага след края на Втората световна война, той получава и кодовото наименование по класификацията на НАТО – Buck. Използваните след края на Втората световна война машини от Чехословакия носят обозначенията B-32 (B – bitevni, бомбардировач) за Пе-2ФТ и CB-32 за Пе-2УТ.

## Тактико-технически характеристики
|                            | ВИ-100                          | Пе-2                                               | Пе-2(ФТ) 205-а производствена серия               | Пе-2И                        | Пе-2М                           |
| -------------------------- | ------------------------------- | -------------------------------------------------- | ------------------------------------------------- | ---------------------------- | ------------------------------- |
| Година на производство     | 1939                            | 1940                                               | 1943                                              | 1944                         | 1945                            |
| Дължина, м                 | 12.69                           | 12.60                                              | 12.78                                             | 13.7                         | 13.57                           |
| Височина, м                | 3.95                            | 3.42                                               | 3.42                                              |                              |                                 |
| Размах на крилата, м       | 17.15                           | 17.60                                              | 17.11                                             | 17.17                        | 17.99                           |
| Площ на крилата, м2        | 40.50                           | 40.50                                              |                                                   | 41.80                        | 43.50                           |
| Тегло празен, кг           | 5172                            | 6200                                               | 6200                                              | 7014                         |                                 |
| Нормално полетно тегло, кг | 7260                            | 7775                                               | 7458                                              | 8983                         | 10 170                          |
| Двигатели мощност к. с.    | 2 х М-105Р-ТК-2 2 х 1100        | 2 х М-105Р 2 х 1100                                | 2 х М-105ПФ 2 x 1210                              | 2 х ВК-107 2 х 1650          | 2 х ВК-107А 2 х 1650            |
| Максимална скорост, км/ч   | 535                             | 540                                                | 521                                               | 656                          | 630                             |
| Таван на полета, м         | 12 200                          | 9000                                               | 8800                                              | 11 000                       |                                 |
| Далечина на полета, км     | 1400                            | 1500                                               | 1400                                              | 2275                         | 2050                            |
| Въоръжение                 | 2 х 20-мм ШВАК 2 x 7.62-мм ШКАС | 2 х 12.7-мм УБК 1 x 7.62-мм ШКАС 500-1000 кг бомби | 3 х 12.7-мм УБ 1 х 7.62-мм ШКАС 600-1000 кг бомби | 2 х 12.7-мм УБ 1000 кг бомби | 3 х 20-мм Б-20 до 2000 кг бомби |